# Wallerfing
Wallerfing – miejscowość i gmina w Niemczech, w kraju związkowym Bawaria, w rejencji Dolna Bawaria, w regionie Donau-Wald, w powiecie Deggendorf, wchodzi w skład wspólnoty administracyjnej Oberpöring. Leży około 18 km na południe od Deggendorfu.

## Dzielnice
W skład gminy wchodzą następujące dzielnice: Neusling, Ramsdorf, Wallerfing, Ammersöd, Bachling, Bamling, Einöden, Englöd, Hacklöd, Hansöd, Hasreit, Herblfing, Hirlöd, Kolling, Lain, Neubachling, Neusling, Oberviehhausen i Reitberg.

## Demografia
| Rok  | Liczba mieszk. |
| ---- | -------------- |
| 1970 | 1 145          |
| 1987 | 1 183          |
| 2000 | 1 327          |
| 2005 | 1 380          |
| 2008 | 1 378          |

### Struktura wiekowa
Dane o ludności z 31 grudnia 2008:
| Opis                                | Ogółem | Ogółem | Kobiety | Kobiety | Mężczyźni | Mężczyźni |
| ----------------------------------- | ------ | ------ | ------- | ------- | --------- | --------- |
| Jednostka                           | osób   | %      | osób    | %       | osób      | %         |
| Populacja                           | 1378   | 100    | 666     | 48,33   | 712       | 51,67     |
| Wiek przedprodukcyjny (0–17 lat)    | 299    | 21,7   | 140     | 10,16   | 159       | 11,54     |
| Wiek produkcyjny (18–65 lat)        | 840    | 60,96  | 401     | 29,1    | 439       | 31,86     |
| Wiek poprodukcyjny (powyżej 65 lat) | 239    | 17,34  | 125     | 9,07    | 114       | 8,27      |

## Polityka
Wójtem gminy jest Ludwig Weinzierl z CSU, rada gminy składa się z osób.
|      | CSU | FW/ÜBB | Razem |
| 2008 | 8   | 4      | 12    |
| 2002 | 7   | 5      | 12    |

## Oświata
W gminie znajduje się szkoła podstawowa i Hauptschule (20 nauczycieli, 340 uczniów).